# 宮田恭男
宮田 恭男（みやた やすお、1964年5月6日 - ）は、日本の元俳優。東京都出身。現在は寿司職人。

## 来歴・人物
実家は祖父の代から世田谷区三軒茶屋に構える寿司店。妹がいる。
東京都立玉川高等学校在学中の1981年春に、実家の常連客のCMディレクター佐々木隆信にスカウトされ、川崎徹と共に担当していたエスビー食品のスナック菓子「パフスティックコーン」のCMに出演。1作目のCMは、剣道部の部活動帰りの学ラン姿の男子高校生が、女子生徒からスティック菓子伝いに頬にキスをされて照れ笑いする内容で、照れ笑いする素人の少年は誰かと若い女性から注目を集めた。頬にキスされる演出は事前に知らされていないドッキリであり、素で照れ笑いしながら女子生徒から遠ざかる仕草もアドリブで、学生服や剣道の防具も私物と自然体であった。出演料は2万円だったという。
CMの反響から半年足らずで財津和夫作曲の「ガール」で、ビクターよりアイドル歌手としてデビュー。当初は芸能事務所ではなく、佐々木のCM制作事務所預かりという所属形態であった。
もともと高校を卒業したら家業を継ごうと考えていたが、芸能活動の多忙で高校2年時に留年。歌手活動は1年で終了し、『アイコ16歳』出演など俳優として活動。1984年に『欽ドン!良い子悪い子普通の子おまけの子』の普川先生（普通の先生）や『スクール☆ウォーズ』の森田光男役で再ブレイクした。
鶴見辰吾が多忙な芸能活動の傍ら大学卒業を目標としていた影響を受け、転校先の明治大学付属中野高等学校定時制課程を卒業。その後も大映テレビ制作の連続テレビドラマ作品に多数出演したが、平成期より寿司職人見習いとして修業をはじめ、1994年に芸能界を引退。実家の寿司店を継いでいる。
2001年のコンピレーションアルバム『おしえてアイドル Respect～ビクター リクエスト編』でデビュー曲が初CD化。
2010年9月21日放送の『爆!爆!爆笑問題 大同窓会! 伝説の人気番組からアノ大スター続々登場SP』にVTR出演。同年10月10日放送の『懐かしのスターは今!壮絶大追跡スペシャル』で『スクール☆ウォーズ』で共演した山下真司やイソップ役の高野浩和、水原役の小沢仁志と25年ぶりに再会した。宮田の店の看板文字を書いたのは書道人でもある大木大助役の松村雄基である。
2014年にシングルEP2枚がMEG-CDで発売。2020年1月発売の『ビクターアイドル男気レアトラックス』では同期の斉藤康彦とともに、昭和歌謡研究家のチェリー（CHERRY☆CREEK）執筆による近況解説のうえ全シングルのB面がリマスタリングのうえ収録された。
2023年5月には伊藤かずえのYouTubeチャンネルにおいても自店で『スクール☆ウォーズ』同窓会を開催。芸能活動のいきさつや、最初のCM撮影時に代役として柳葉敏郎が控えていたことなどが明らかにされた。

## ディスコグラフィー
※　すべてビクターレコードより発売

### シングル
| 発売日         | 規格 | 規格品番 | 面 | タイトル          | 作詞       | 作曲     | 編曲     |
| -------------- | ---- | -------- | -- | ----------------- | ---------- | -------- | -------- |
| 1981年11月21日 | EP   | SV-7180  | A  | ガール            | 岡本おさみ | 財津和夫 | 船山基紀 |
| 1981年11月21日 | EP   | SV-7180  | B  | 眩しいSchool Days | 有川正沙子 | 財津和夫 | 飛沢宏元 |
| 1982年4月5日   | EP   | SV-7206  | A  | バースデイ事件    | 有川正沙子 | 田中弥生 | 新川博   |
| 1982年4月5日   | EP   | SV-7206  | B  | 青春の一番熱い日  | 松井五郎   | 田中弥生 | 奥慶一   |

### アルバム
| 1982年 | LP  | SJX-30137            | 467-6812 YASUO \| 面 \| No. \| タイトル \| 作詞 \| 作曲 \| 編曲 \| \| --- \| --- \| -------------------- \| ---------- \| ------------ \| -------- \| \| A面 \| 1 \| 笑顔でSide By Side \| 天野滋 \| 天野滋 \| 清水信之 \| \| A面 \| 2 \| Kiss \| 岡本おさみ \| ミッキー吉野 \| 新川博 \| \| A面 \| 3 \| ガール \| 岡本おさみ \| 財津和夫 \| 船山基紀 \| \| A面 \| 4 \| ジニーの涙 \| 松井五郎 \| 田中弥生 \| 奥慶一 \| \| A面 \| 5 \| 青春の一番熱い日 \| 松井五郎 \| 田中弥生 \| 奥慶一 \| \| B面 \| 1 \| 海に向かって \| 岡本おさみ \| 奥慶一 \| 奥慶一 \| \| B面 \| 2 \| もうひとりの君 \| 有川正沙子 \| 奥慶一 \| 奥慶一 \| \| B面 \| 3 \| 涙のシックスティーン \| 岡本おさみ \| 塚山エリ子 \| 飛沢宏元 \| \| B面 \| 4 \| 眩しいSchool Days \| 有川正沙子 \| 財津和夫 \| 飛沢宏元 \| \| B面 \| 5 \| 6月は海で \| 有川正沙子 \| 糸数元治 \| 清水信之 \| |              |          |
| 面     | No. | タイトル             | 作詞 | 作曲         | 編曲     |
| A面    | 1   | 笑顔でSide By Side   | 天野滋 | 天野滋       | 清水信之 |
| A面    | 2   | Kiss                 | 岡本おさみ | ミッキー吉野 | 新川博   |
| A面    | 3   | ガール               | 岡本おさみ | 財津和夫     | 船山基紀 |
| A面    | 4   | ジニーの涙           | 松井五郎 | 田中弥生     | 奥慶一   |
| A面    | 5   | 青春の一番熱い日     | 松井五郎 | 田中弥生     | 奥慶一   |
| B面    | 1   | 海に向かって         | 岡本おさみ | 奥慶一       | 奥慶一   |
| B面    | 2   | もうひとりの君       | 有川正沙子 | 奥慶一       | 奥慶一   |
| B面    | 3   | 涙のシックスティーン | 岡本おさみ | 塚山エリ子   | 飛沢宏元 |
| B面    | 4   | 眩しいSchool Days    | 有川正沙子 | 財津和夫     | 飛沢宏元 |
| B面    | 5   | 6月は海で            | 有川正沙子 | 糸数元治     | 清水信之 |

## 出演

### 映画
- 卒業プルーフ（1987年） - 楠木有人 役
- ギャッピー ぼくらはこの夏ネクタイをする!（1990年） - 中島敬太 役
- どチンピラ 17 淫らな熱い肌（1996年）

### テレビドラマ
- 続・思えば遠くへ来たもんだ（1981年、TBS）
- アイコ16歳（1982年、TBS）
- さよなら三角（1983年、フジテレビ） - 上条拓 役
- 高校聖夫婦（1983年、TBS） - 土屋浩一 役
- ぼくたちの疾走（1984年、TBS） - 岩永圭介 役
- 月曜ドラマランド（フジテレビ）
  - 「うっふんレポート」（1984年5月14日）
  - 「心はロンリー気持ちは「…」II」（1985年7月15日）
  - 「チェッカーズ・イン・涙のリクエスト」（1986年）
- スクール☆ウォーズ（1984年、TBS） - 森田光男 役
- 金曜女のドラマスペシャル「妻に何が起こったか」（1985年6月28日、フジテレビ）
- 誇りの報酬（1985年 - 1986年、日本テレビ） - 大久保元 役
- おんな風林火山（1986年、TBS）木曽義昌 役
- 天使のアッパーカット（1986年、TBS）
- 太陽にほえろ!（NTV）
  - 第713話「エスパー少女・愛」（1986年） - 荒川治 役
  - 太陽にほえろ! PART2 第8話「ビッグ・ショット」（1987年） - 水谷亮平 役
- 土曜ワイド劇場（テレビ朝日）
  - 「密室の死重奏 美しいマドンナをめぐる連続殺人 相似形の謎」（1987年8月8日）
  - 「女刑事・柏木冴子」（1993年12月18日）
- 愛の劇場（TBS）
  - 誘惑（1987年） - 小津次郎 役
- NEWジャングル 第7話「婦警の恋」（1988年、日本テレビ）
- 火曜サスペンス劇場（日本テレビ）
  - 「花嫁は殺人者」（1988年）
  - 「山岳ミステリー5」（1991年） - 高須武敏 役
  - 「小京都ミステリー6 会津涙橋殺人事件」（1992年）
- 五稜郭（1988年、日本テレビ） - 山内六三郎 役
- こまらせないで! 第4話「くたばれ結婚サギ」（1989年、フジテレビ）
- ハイツがトラブル 魚のいる部屋（1990年5月4日、関西テレビ）
- ドラマチック22「改札口」（1990年11月24日、TBS）
- 世にも奇妙な物語「もういちど」（1991年1月10日、フジテレビ） - 石田の同僚 役
- 信長 KING OF ZIPANGU（1992年、NHK） - 足利義輝 役
- 水戸黄門 第21部 第13話「鬼と呼ばれた母の真実 -延岡-」（1992年6月29日、TBS / C.A.L） - 芳次郎 役
- ララバイ刑事'93（1993年、テレビ朝日）
- 木曜ドラマ「新空港物語」（1994年、テレビ朝日）
- 鬼平犯科帳 第5シリーズ 第4話「市松小僧始末」（1994年、フジテレビ） - 彦太郎 役

### バラエティ
- 欽ドン!良い子悪い子普通の子おまけの子（1984年、フジテレビ）

### CM
- S&B「パフスティックコーン」（1981年 - 1982年）
- ロッテアイス「モナ王」（2014年）:『スクール☆ウォーズ』編 森田光男役

### 映像資料
1. ↑  【スクールウォーズ同窓会】38年ぶり大集合！【小沢仁志・松村雄基・伊藤かずえ】(15分40秒付近). 山下真司のYouTubeチャンネル. 7 November 2022.